# 中共陕甘区执行委员会
中共陕甘区执行委员会（简称中共陕甘区执委）是中国共产党创立初期的区执行委员会之一，领导中共在陕西、甘肃地区的工作。

## 历史
1926年8月中共豫陕区执委撤销后，中共在陕西的地方组织一时没有上级领导。此后，黄平万、吴化之等人建立了临时性的陕西党团联席会议，黄平万为书记。
1926年12月，中共北方区执委向中共中央提议，派耿炳光作为临时特派员指挥陕西党的工作，并在短时间内成立区委。1927年1月，根据中共中央决定，中共陕甘区执行委员会（陕甘区执委）正式成立，直属于中共中央，耿炳光为书记。6月，陕甘区执委决定兼理中共西安地执委的工作。此后因四一二事变的影响，陕甘区执委决定各级组织转入地下活动。7月，陕甘区执委撤销，成立中共陕西省委。

## 主要人员

### 陕西党团联席会议（1926年12月－1927年2月）
- 书记：黄平万
- 副书记：吴化之
- 委员：黄平万、吴化之、魏野畴、雷晋笙、张性初（共7名，其余不详[2]）

### 陕甘区执行委员会（1927年2月－7月）
- 书记：耿炳光
- 执行委员：耿炳光、魏野畴、李子洲、亢心栽（亢维恪）、陈家珍
- 候补执行委员：刘天章、杜衡
- 组织：李子洲、杜衡
- 宣传：魏野畴、刘天章
- 农委书记：亢心栽
- 军委书记：陈家珍
- 军事：魏野畴

## 直属地执委、支部
至1927年6月，中共陕甘区委下属有7个地执委、4个部委，并直属16个特别支部、4个支部。
| - 西安地方执行委员会（1926年12月－1927年7月） - 渭南地方执行委员会（1926年12月－1927年7月） - 三原地方执行委员会（1927年3月－7月） - 泾阳地方执行委员会（1927年5月－7月） - 绥德地方执行委员会（1927年2月－7月） - 延安地方执行委员会（1927年4月－7月） - 榆林地方执行委员会（1927年5月－7月） - 临潼特别支部（1927年3月－7月） - 咸阳特别支部（支部）（1927年4月－7月） | - 兴平特别支部、支部（1927年2月－7月） - 岐山特别支部（1927年2月－7月） - 乾县特别支部（1927年2月－7月） - 旬邑特别支部（1927年2月－7月） - 潼关特别支部（1927年4月－7月） - 礼泉特别支部（1927年6月－7月） - 临潼雨金特别支部（1927年4月－7月） - 户县特别支部（1927年3月－5月） - 商县特别支部（1927年4月－7月） - 龙驹寨特别支部（1927年5月－7月） | - 宁夏特别支部（1927年3月－7月） - 平凉特别支部（1927年4月－7月） - 导河特别支部（1927年4月－7月） - 兰州特别支部（1927年4月－6月） - 蓝田特别支部（1927年4月－7月） - 同宫（铜川）特别支部（1927年6月－） - 华阴支部（1927年6月－7月） - 合阳学生回乡工作队支部（1927年6月－7月） - 武功支部（1927年7月） |